# Edgar Leslie
Edgar Leslie (* 31. Dezember 1885 in Stamford/Connecticut; † 22. Januar 1976 in New York City) war ein US-amerikanischer Songwriter.
Leslie wuchs in New York auf und studierte an der Cooper Union. 1909 schrieb er seinen ersten Song Lonesome, der im gleichen Jahr vom Haydn Quartet und später von Byron G. Harlan aufgenommen wurde und sein erster großer Erfolg war. In der gleichen Zeit begann er, mit dem jungen Irving Berlin zusammenzuarbeiten, für den er die Texte zu I Didn't Go Home at All, Sadie Salome (Go Home!), Someone's Waiting for Me (1909), Don't Put Out the Light (1911), There's a Girl in Arizona (1913) und Let's All Be Americans Now (1917) schrieb. Mit Grant Clarke und dem Komponisten Maurice Abrahams schrieb er 1913 He'd Have to Get Under – Get Out and Get Under und mit James V. Monaco 1923 Dirty Hands, Dirty Face für Al Jolson. For Me and My Gal (mit Ray Goetz und George W. Meyer) wurde ebenfalls von Jolson gesungen, aber bekannt durch den gleichnamigen Film mit Judy Garland.
1927 unternahm Leslie eine Reise nach England, wo er mehrere Songs in Zusammenarbeit mit dem Komponisten Horatio Nicholls schrieb, darunter Among My Souvenirs, der 1959 mit Connie Francis ein Hit wurde. Weitere erfolgreiche Songs waren Midnight Blue (1936), Were You Foolin'?, In a Little Gypsy Tearoom (für Arthur Tracy), The Moon Was Yellow, ’Tain’t No Sin Moon Over Miami (1935) mit Joe Burke und – erfolgreich mit dem Bandleader Eddy Duchin – Romance (1945, mit Walter Donaldson).
Zahlreiche Songs schrieb Leslie für Vaudeville-Aufführungen, insbesondere für die Sänger Nat Wills, Julian Rose, Belle Baker, Lew Dockstader, James Barton und Joe Welch. Er textete außer für die genannten auch für die Komponisten Joe Burke, Fred Ahlert, Archie Gottler, Maurie Abrams, Joe Young, Harry Warren, Pete Wendling und E. Ray Goetz. 1931 gehörte er zu den Gründern der Songwriters Protective Association, aus der die Songwriters Guild of America Union hervorging. Seit 1914 war er Mitglied der American Society of Composers, Authors and Publishers (ASCAP), von 1931 bis 1941 und von 1947 bis 1953 einer von deren Direktoren.